# Такий самий зрадник, як і ми
«Такий самий зрадник, як і ми» (англ. Our Kind of Traitor) — британський шпигунський трилер режисерки С'юзанни Вайт, що вийшов 2016 року. Стрічка створена на основі однойменного роману Джона Ле Карре. У головних ролях Юен Мак-Грегор, Стеллан Скашгорд, Деміен Льюїс.
Вперше фільм продемонстрували 1 травня 2016 року у США на Міжнародноиу кінофестивалі в Сан-Франциско, а в Україні у широкому кінопрокаті показ фільму розпочався 12 травня 2016.

## Сюжет
Перрі і його подружка Гейл відпочивають у Марокко, там вони знайомляться з харизматичним росіянином Дімою. Останній запрошує Перрі зіграти на партію тенісу. Згодом виявляється, що Діма пов'язаний з російською мафією, і він просить передати таємну інформацію у Лондон англійським спеслужбам.

## У ролях
| Актор            | Персонаж                  | Роль          |
| ---------------- | ------------------------- | ------------- |
| Юен Мак-Грегор   | Перегрін "Перрі" Мейкпірс | лектор        |
| Стеллан Скашгорд | Діма                      | росіянин      |
| Деміен Льюїс     | Гектор                    | агент МІ6     |
| Наомі Гарріс     | Гейл Перкінс              | дівчина Перрі |
| Халід Абдалла    | Люк                       |               |
| Велібор Топіч    | Еміліо Дель Оро           |               |
| Марк Ґетісс      | Біллі Метлок              |               |
| Марк Стенлі      | Оллі                      |               |
| Алек Утгофф      | Нікі                      |               |

## Створення фільму

### Знімальна група
- Кінорежисер — С'юзанна Вайт
- Сценаристи — Хоссейн Аміні
- Кінопродюсери — Саймон Корнвелл, Стівен Корнвелл, Олів'є Курсон, Гейл Іган
- Виконавчі продюсери — Дженні Боргас, Андреа Калдервуд, Рон Галперн, Сем Лавандер, Джон Ле Карре і Тесса Росс
- Композитор — Марселло Зарвос
- Кінооператор — Ентоні Дод Ментл
- Кіномонтаж — Тарік Анвар і Люсія Цуккетті
- Підбір акторів — Рашид Аадассі, Люсі Беван і Тауфік Ель Джанані
- Художник-постановник — Сара Грінвуд
- Артдиректор — Дін Клегг, Джеймс Фостер, Гінд Газалі, Річард Селвей
- Художник по костюмах — Джуліен Дей[7].

### Виробництво
Знімання фільму розпочали 26 березня 2014 року і воно тривало 10 тижнів, відбуваючись у Лондоні і його передмістях, а також у Фінляндії, Берні, Парижі, французьких Альпах і Марокко.

## Сприйняття

### Оцінки
Фільм отримав здебільшого схвальні відгуки: Rotten Tomatoes дав оцінку 70 % на основі 108 відгуків від критиків (середня оцінка 6/10) і 57 % від глядачів зі середньою оцінкою 3,3/5 (4 881 голос). Загалом на сайті фільми має змішані оцінки, фільму зарахований «стиглий помідор» від кінокритиків, проте «розсипаний попкорн» від глядачів, Metacritic — 57/100 (30 відгуків критиків) і 5,6/10 від глядачів (9 голосів). Загалом на цьому ресурсі від критиків і від глядачів фільм отримав змішані відгуки, Internet Movie Database — 6,2/10 (3 394 голоси).

### Касові збори
Під час показу в Україні, що розпочався 12 травня 2016 року, протягом першого тижня на фільм було продано 9 577 квитків, фільм показали у 45 кінотеатрах і він зібрав 670 511 ₴, що на той час дозволило йому зайняти 4 місце серед усіх прем'єр.
Під час прем'єрного показу у США, що розпочався 1 липня 2016 року, протягом першого тижня фільм показали у 373 кінотеатрах і він зібрав 984 698 $, що на той час дозволило йому зайняти 12 місце серед усіх прем'єр. Станом на 1 вересня 2016 року показ фільму триває 63 дні (9 тижнів) і зібрав у прокаті у США 3 149 218 долари США, а у решті світу 6 270 545 $ (за іншими даними 3 345 762 $), тобто загалом 9 419 763 $ (за іншими даними 6 494 980 $).

### Нагороди та номінації
| Номінації і перемоги фільму «Такий самий зрадник, як і ми» | Номінації і перемоги фільму «Такий самий зрадник, як і ми»              | Номінації і перемоги фільму «Такий самий зрадник, як і ми» | Номінації і перемоги фільму «Такий самий зрадник, як і ми» | Номінації і перемоги фільму «Такий самий зрадник, як і ми» | Номінації і перемоги фільму «Такий самий зрадник, як і ми» |
| Рік                                                        | Кінопремія / Кінофестиваль                                              | Категорія / Нагорода                                       | Номінант                                                   | Результат                                                  | Дж                                                         |
| ---------------------------------------------------------- | ----------------------------------------------------------------------- | ---------------------------------------------------------- | ---------------------------------------------------------- | ---------------------------------------------------------- | ---------------------------------------------------------- |
| 2016                                                       | 18-та щорічна церемонія вручення «Премії британського незалежного кіно» | Найкраща акторка другого плану                             | Наомі Гарріс                                               | Номінація                                                  | [ 13 ]                                                     |

## Музика
Музику до фільму «Такий самий зрадник, як і ми» написав Марселло Зарвос, саундтрек вийшов 13 травня 2016 року на лейблі Quartet Records.
| Список треків | Список треків                  | Список треків |
| #             | Назва                          | Тривалість    |
| ------------- | ------------------------------ | ------------- |
| 1.            | «The Ballet»                   | 6:31          |
| 2.            | «Journey to Bern»              | 1:23          |
| 3.            | «First Tennis Match»           | 3:10          |
| 4.            | «Chalet Attack»                | 5:18          |
| 5.            | «Dima's Children»              | 1:17          |
| 6.            | «Family Escape, Pt. 1»         | 2:45          |
| 7.            | «The List»                     | 2:39          |
| 8.            | «Meeting at Club des rois»     | 3:53          |
| 9.            | «Family Escape, Pt. 2»         | 4:33          |
| 10.           | «Gail's Theme»                 | 1:07          |
| 11.           | «Second Tennis Match»          | 2:35          |
| 12.           | «Perry's Rescue»               | 1:41          |
| 13.           | «Dima's Proposal»              | 3:16          |
| 14.           | «The Vory»                     | 3:23          |
| 15.           | «Paris Detour»                 | 2:02          |
| 16.           | «Farewell»                     | 2:47          |
| 17.           | «The Prince»                   | 5:50          |
| 18.           | «You're a Good Man, Professor» | 1:39          |
| 19.           | «Under Scrutiny»               | 3:10          |
| 20.           | «Our Kind of Traitor»          | 3:27          |
| 1:02:26       |                                |               |

### Виноски
1. ↑  Our Kind of Traitor (англ.). British Board of Film Classification. Архів оригіналу за 24 жовтня 2016. Процитовано 6 вересня 2016.
2. 1 2  Our Kind of Traitor: Release Info (англ.). Internet Movie Database. Архів оригіналу за 12 грудня 2016. Процитовано 6 вересня 2016.
3. 1 2  Такий же зрадник, як і ми. Kino-teatr.ua. Архів оригіналу за 15 червня 2016. Процитовано 6 вересня 2016.
4. 1 2 3 4  Our Kind of Traitor (англ.). Box Office Mojo. Архів оригіналу за 12 вересня 2016. Процитовано 6 вересня 2016.
5. 1 2 3 4  Our Kind of Traitor (2016) (англ.). The Numbers. Архів оригіналу за 22 серпня 2016. Процитовано 6 вересня 2016.
6. ↑  Our Kind of Traitor (2016) (англ.). AllMovie. Архів оригіналу за 9 вересня 2016. Процитовано 6 вересня 2016.
7. ↑  Our Kind of Traitor: Full Cast & Crew (англ.). Internet Movie Database. Архів оригіналу за 27 квітня 2016. Процитовано 6 вересня 2016.
8. ↑  Elsa Keslassy (25 березня 2014). Damian Lewis And Jeremy Northam Join Cast Of Spy Thriller ‘Our Kind of Traitor’ (англ.). Variety. Архів оригіналу за 21 січня 2017. Процитовано 6 вересня 2016.
9. ↑  Our Kind of Traitor (англ.). Rotten Tomatoes. Архів оригіналу за 11 жовтня 2016. Процитовано 6 вересня 2016.
10. ↑  Our Kind of Traitor (англ.). Metacritic. Архів оригіналу за 7 вересня 2016. Процитовано 6 вересня 2016.
11. ↑  Our Kind of Traitor (англ.). Internet Movie Database. Архів оригіналу за 3 вересня 2016. Процитовано 6 вересня 2016.
12. ↑  Бокс-Офіс 19 (2016): Пташки, месники, шпигуни. Kino-teatr.ua. Архів оригіналу за 13 липня 2016. Процитовано 6 вересня 2016.
13. ↑  BIFA 2016 Awards: Nominations (англ.). BIFA. Архів оригіналу за 1 грудня 2016. Процитовано 1 грудня 2016.
14. ↑  filmmusicreporter (5 травня 2016). ‘Our Kind of Traitor’ Soundtrack Announced (англ.). Film Music Reporter. Архів оригіналу за 16 вересня 2016. Процитовано 8 вересня 2016.
15. ↑  Our Kind of Traitor (Original Motion Picture Soundtrack) (англ.). Amazon.com, Inc. Процитовано 8 вересня 2016.